# Гнізна Гнила
Гні́зна Гнила́ — річка у Тернопільському районі Тернопільської області — верхня частина річки Гнізни (від витоку до злиття з Гніздечною, на північний схід від с. Дичків Тернопільського району).
Довжина 36 км, площа басейну 410 км². Бере початок з джерел на північ від села Шимківці. Долина трапецієподібна, завширшки до 1 км. Річище звивисте, зарегульоване, завширшки 5—10 м.
Місце злиття з Гніздечною оголошене 2010 року як гідрологічний заказник місцевого значення «На куті». На берегах Гнізни Гнилої — місто Збараж, смт Великі Бірки та декілька сіл.
Притоки: Нетич, Теребна (ліві). 

## Назва
Назва р. Гнізної зазнала  змін після Другої Світової Війни завдяки радянським спеціалістам з нижчою географічною освітою. Верхів'я р.Гнізної в 50-х роках назвали Гнилою, а за часів Незалежної України невдало виправили помилку, внаслідок чого з‘явились такі топоніми як: Гнізна Гнила і Гнила Гнізна (схожим чином В. Д. Ласкарєв перейменував Бог на Південний Буг).
Тепер через Збараж одним руслом протікають аж 4 річки: споконвічна Гнізна, радянська Гнила і 2 українські Гнізна Гнила-Гнила Гнізна. А мешкаці Збаража впевнені що живуть над Гнізною. 
В польському словнику географічних назв з 1881 року: Gniezna, Gnizna, Hnizna.

## Галерея

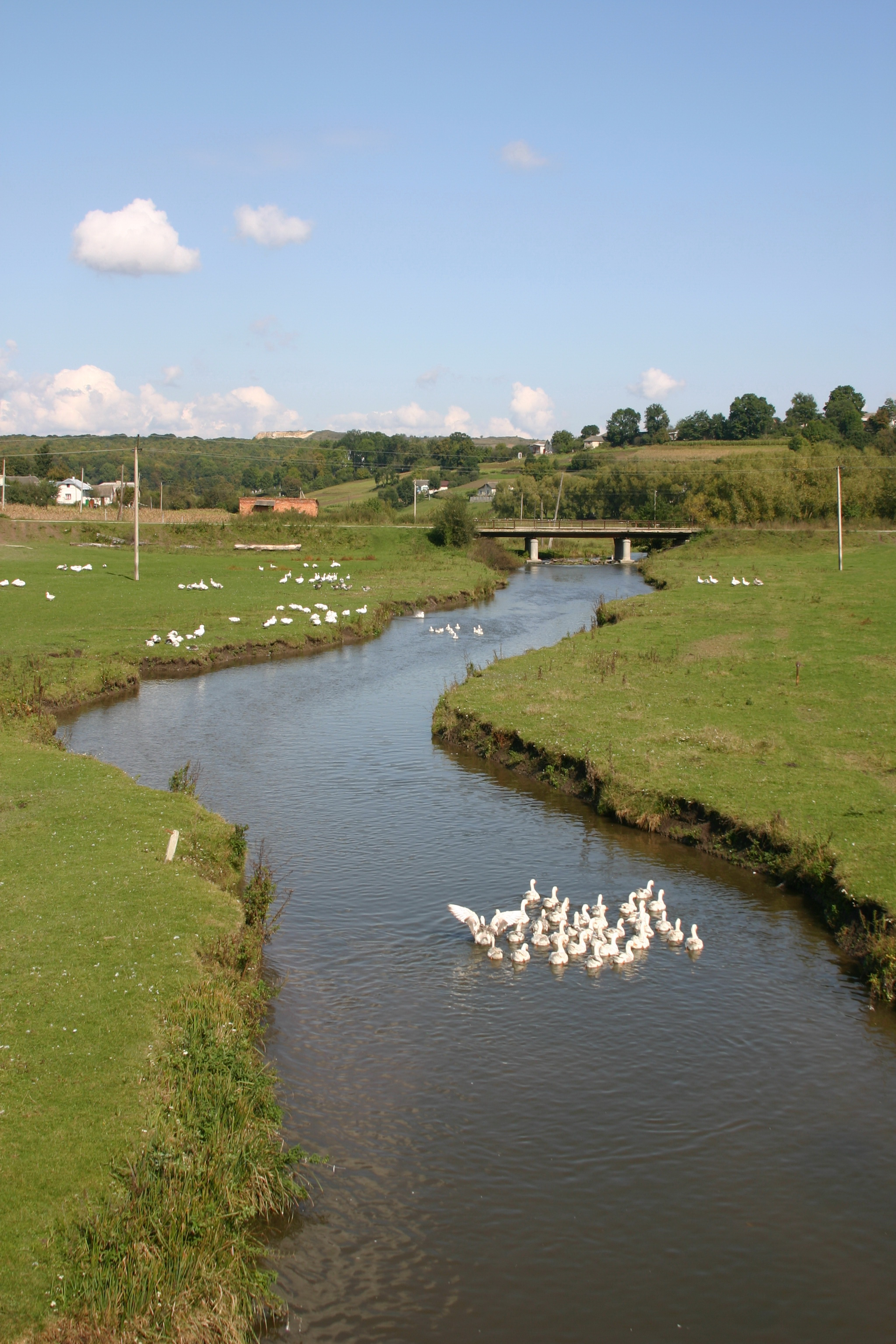
Гнізна Гнила в Чернихівцях
Млин на Гнізні Гнилій у Великих Бірках
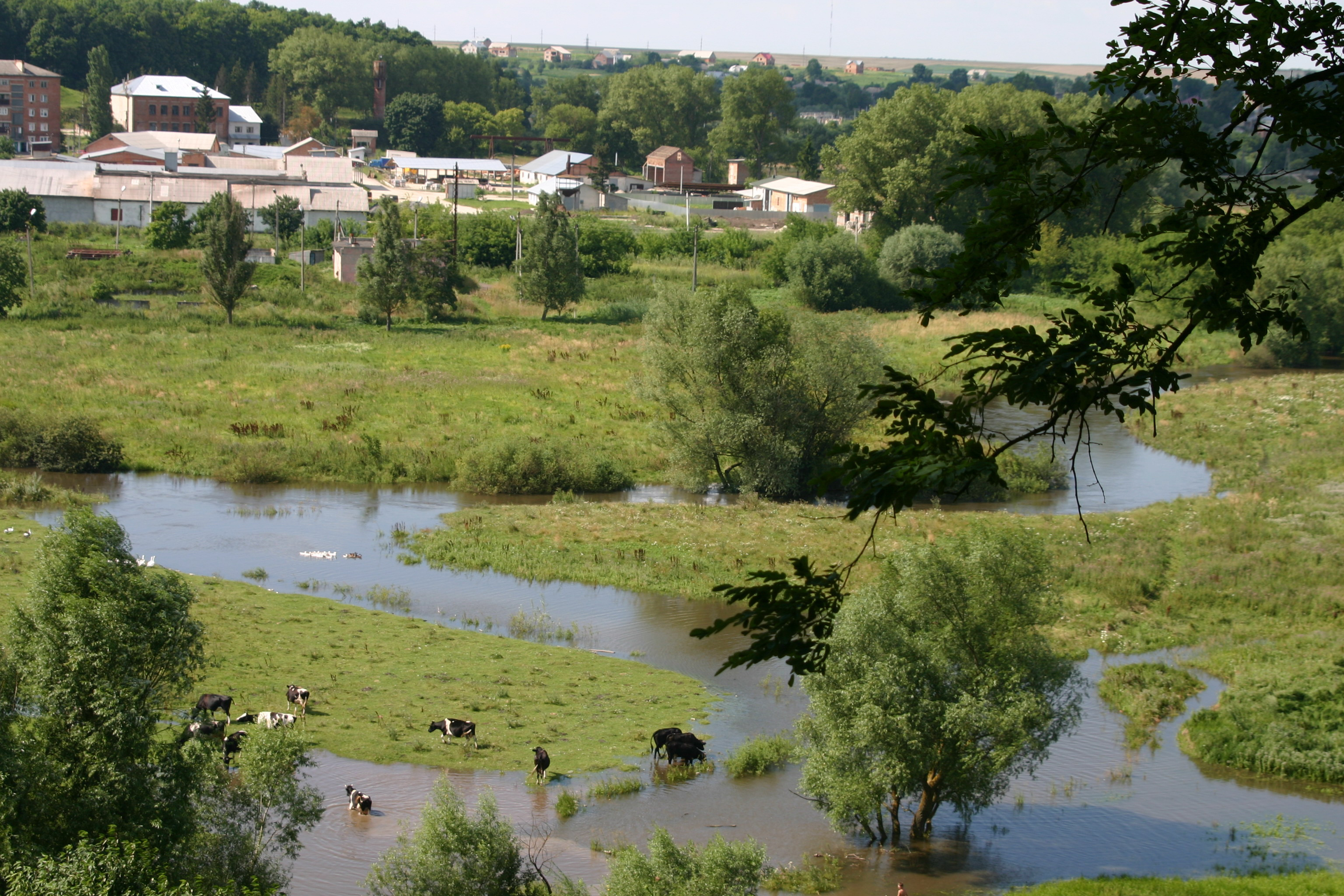
Водопій на берегах Гнізни Гнилої
Літній ранок (урочище «Загребля», Великі Бірки)
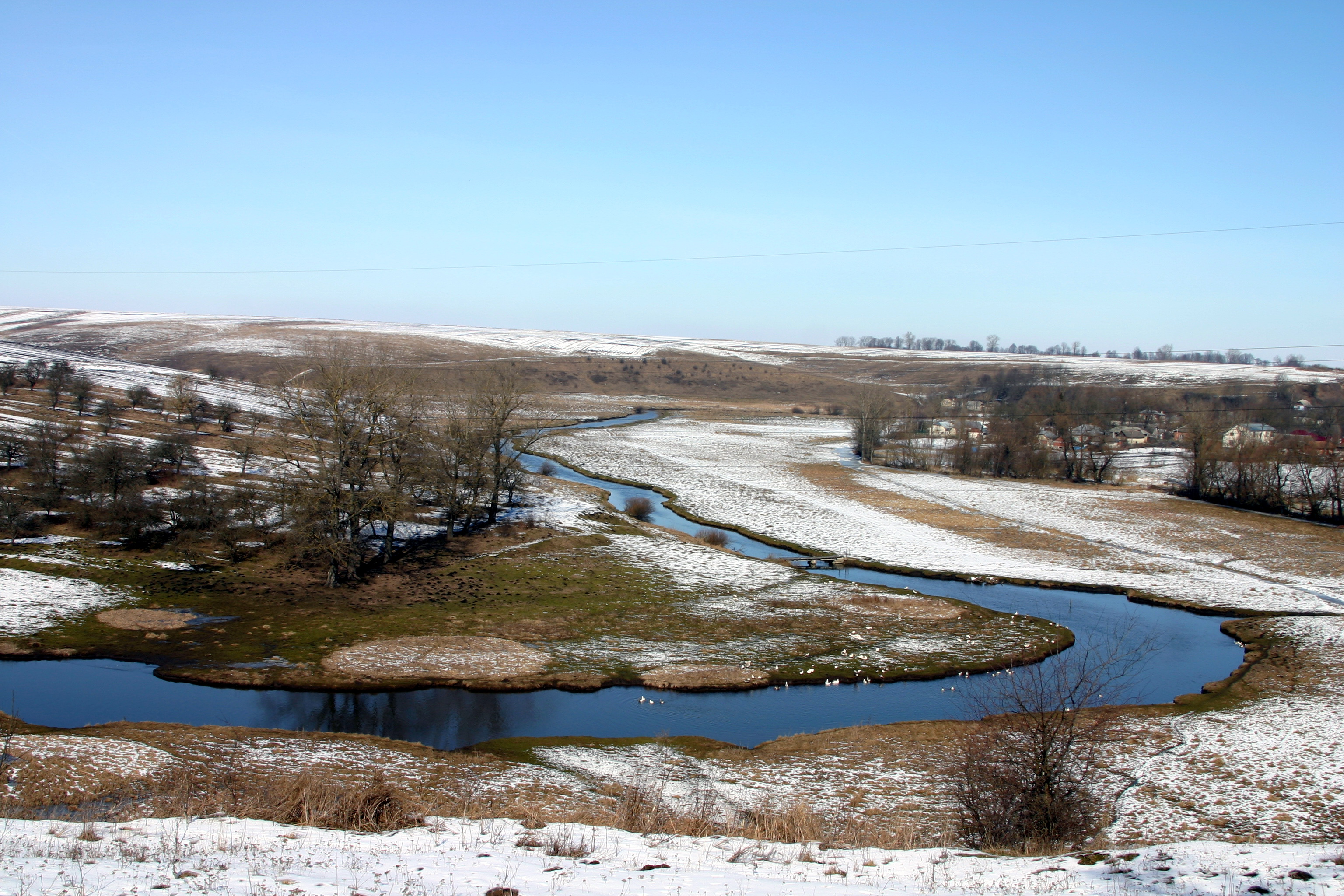
Гнізна Гнила в урочищі «Замчисько», с. Чернелів-Руський
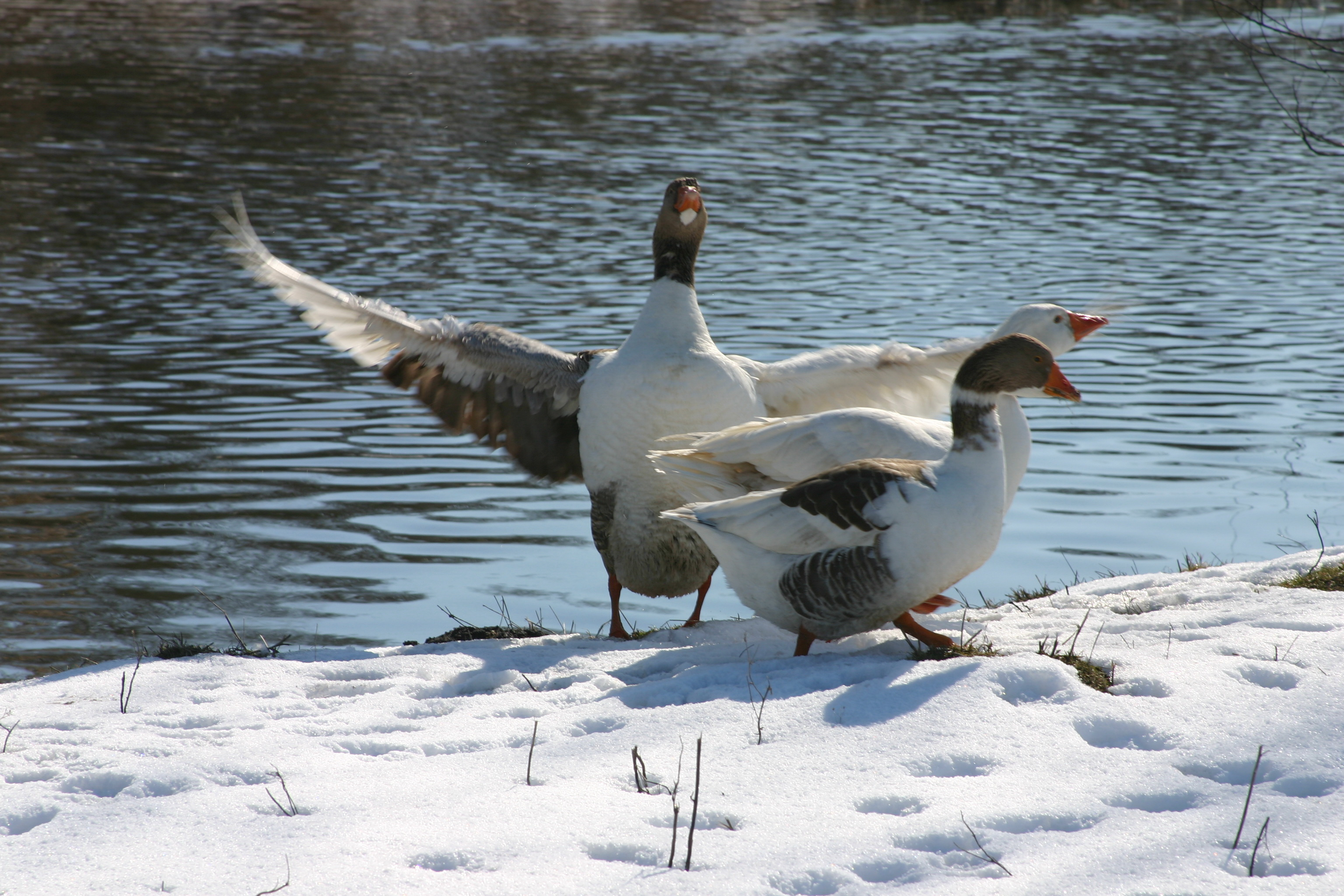
Скоро весна
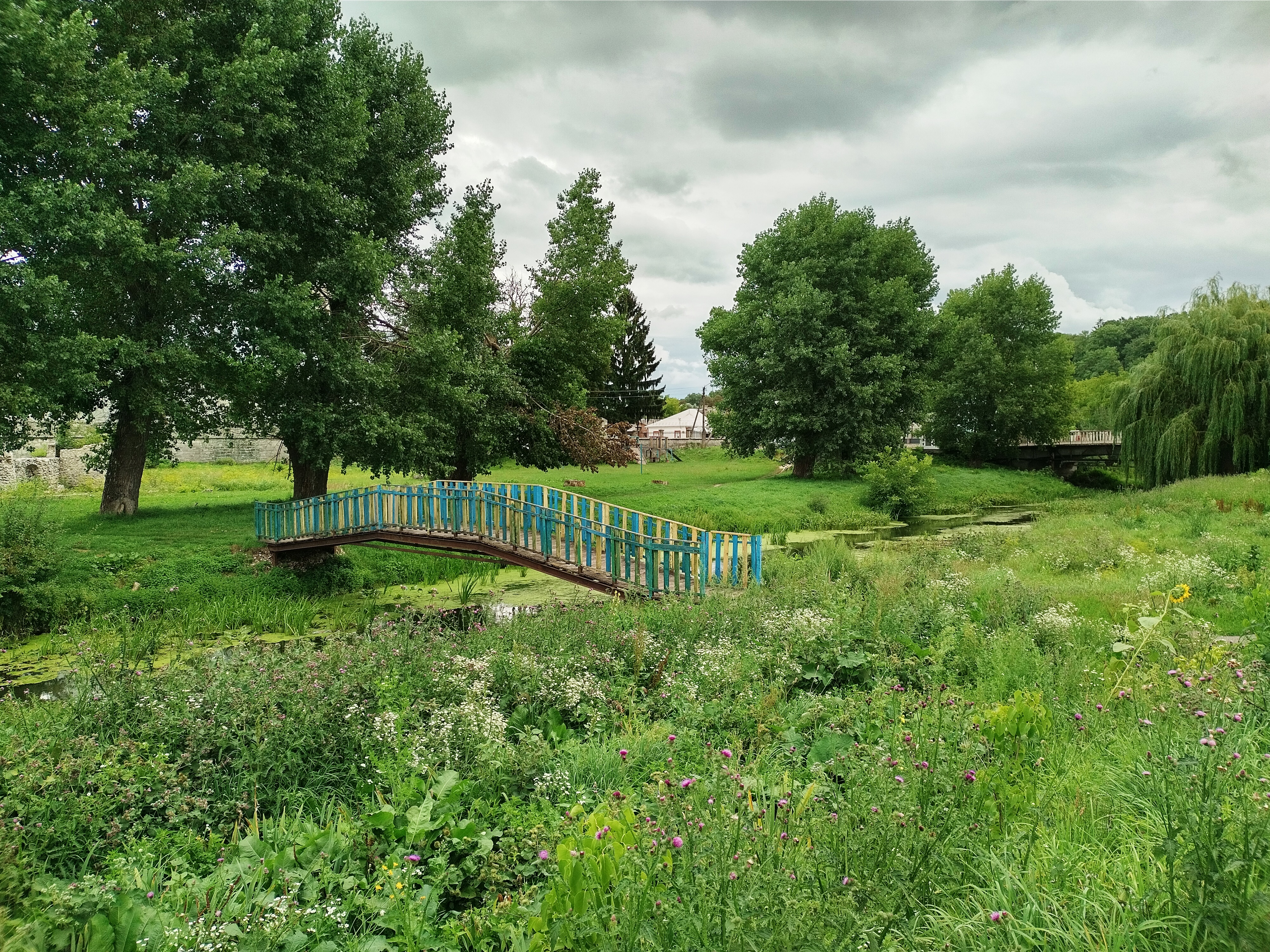
Місток через річку в парку ім. Бурляя в Збаражі